# Vũ khí xung điện từ
Vũ khí xung điện từ hay gọi là Vũ khí EMP là 1 loại vũ khí hủy diệt hàng loạt, phóng xung điện từ ngắn đôi khi còn được gọi là nhiễu điện từ quá độ do con người chủ động tạo ra. Tùy thuộc vào nguồn phát mà nó có thể như là 1 bức xạ điện hoặc từ trường. Ảnh hưởng của EMP lên các thiết bị điện tử sẽ gây rối loạn và tổn hại, nếu ở mức năng lượng cao (như sét đánh) thậm chí có thể làm hư hại các công trình kiến trúc.

## Lịch sử
Thuật ngữ “vũ khí xung điện từ” bắt nguồn từ những nghiên cứu về vũ khí hạt nhân của Mỹ từ những năm 1950.
Trong 1 vụ thử nghiệm bom H vào năm 1958 các nhà khoa học đã phát hiện 1 vụ nổ gây ra đoản mạch, hư hại hệ thống chiếu sáng tại 1 hòn đảo ở Hawaii cách đó hàng trăm kilômét. Vụ nổ này cũng làm gián đoạn các hoạt động của sóng radio tại châu Úc.

## Phân loại

### Tự nhiên
Trong tự nhiên, các loại xung điện từ ta vẫn thường thấy là sét, xả tĩnh điện (khi đặt 2 vật tĩnh điện gần nhau). Những hoạt động khác như sự bùng nổ năng lượng khi 1 thiên thạch lao vào bầu khí quyển Trái Đất hoặc những đợt plasma và từ trường đi kèm thoát ra từ Mặt Trời hay còn gọi là sự phóng đại khối Coronal cũng tạo ra các hiệu ứng xung điện từ.

### Nhân tạo
Vũ khí xung điện từ hạt nhân được tạo ra từ 1 vụ nổ hạt nhân với 1 biến thể khác nữa của nó là xung điện từ hạt nhân cao với việc tạo ra 1 xung thứ cấp do các hạt tương tác với bầu khí quyển Trái Đất và từ trường.
Vũ khí xung điện từ không hạt nhân, được tạo ra bởi vũ khí chứ không sử dụng công nghệ hạt nhân. Các thiết bị này bao gồm 1 tổ hợp tụ điện, ăngten đơn vòng, máy phát vi sóng và máy phát nén bơm tích cực… và được vận chuyển dưới dạng bom, tên lửa hành trình và máy bay không người lái.

## Phạm vi ảnh hưởng
Phạm vi ảnh hưởng của vũ khí xung điện từ không hạt nhân nhỏ hơn so với vũ khí hạt nhân, do lượng chất nổ chỉ đủ để tạo ra hiệu ứng xung điện, khác với xung điện từ là hiệu ứng thứ cấp sinh ra từ 1 vụ nổ hạt nhân.
Ước tính có khoảng hơn 800 vệ tinh trong quỹ đạo tầm thấp bay quanh Trái Đất sẽ mất khả năng hoạt động. Điều này sẽ làm mất đi khả năng trinh sát, liên lạc toàn cầu của các cường quốc quân sự như Mỹ.
Vũ khí xung điện từ có tính ứng dụng thực tế cao hơn và chi phí thấp hơn. Tuy nhiên, vũ khí này gây nhiều quan ngại về mặt đạo đức. Ngoài việc tiêu diệt các hệ thống vũ khí của đối phương bằng trường điện từ, vũ khí này còn gây nhiều nguy hiểm đối với con người, đặc biệt về mặt tâm sinh lý.

## Đặc điểm
1 xung điện từ có thể được coi là 1 vụ nổ ngắn của năng lượng điện từ trải rộng trên 1 dải tần số.
Năng lượng EMP có thể được chuyển theo những hình thức sau:
- Điện trường (trường lực bao quanh các điện tích thu hút hoặc đẩy các điện tích khác).
- Từ trường (được tạo ra bằng cách di chuyển điện tích và lưỡng cực từ).
- Bức xạ điện từ (các sóng của trường điện từ lan truyền qua không gian mang theo điện bức xạ điện từ và điện trở suất, độ dẫn điện).

### Nguyên lý
Nguyên lý cơ bản của vũ khí xung điện từ là việc tạo ra 1 trường điện từ cực mạnh. Bức xạ điện từ là những dạng sóng có khả năng tự truyền, kể cả 1 điện trường dao động vuông góc với từ trường, chúng có cùng pha và dao động vuông góc với hướng lan truyền của sóng.
Dòng điện tạo ra từ trường và từ trường biến thiên có thể gây cảm ứng và sinh ra dòng điện trong các dây dẫn đặt cạnh nhau. Ta có thể thấy các thiết bị điện chỉ sử dụng năng lượng điện ở mức độ vừa phải để vận hành và bất cứ 1 biến động nào của cường độ dòng điện cũng gây ra những hư hỏng cho chúng. Đây chính là điểm yếu mà vũ khí xung điện từ sẽ nhắm tới. Xung điện từ cực mạnh sẽ tạo ra từ  trường, sinh ra các dòng điện ở mạch điện, gây quá tải và làm hư hỏng các hệ thống điện.

### Thiết kế
Vũ khí xung điện từ được thiết kế nhằm tạo nên 1 hiệu ứng trường điện từ cường độ mạnh gây quá tải, phá hủy các mạch điện. Hệ thống lưới điện xoay chiều cũng có thể quá tải, ngắt mạch nếu bị tấn công vào điểm xung yếu trên đường truyền.
Khi phát nổ, vũ khí xung điện từ tạo ra 1 trường điện từ cực lớn gây nghẽn mạch và hư hỏng vật lý các thiết bị điện tử trong phạm vi ảnh hưởng. Về cơ bản, cấu tạo của vũ khí xung điện từ bao gồm phần lõi là 1 khối hình trụ bằng thép chịu lực.
Bên trong lõi này là chất nổ và bên ngoài là các cuộn dây kim loại. Các cuộn dây này kết nối với 1 bộ tụ điện để tạo ra dòng điện chạy qua phần lõi. Khi cuộn dây được cấp nguồn, dòng điện được sinh ra và xuất hiện điện trường. Chất nổ phát nổ khiến cho phần lõi hình trụ tiếp xúc với cuộn dây tạo nên 1 mạch ngắn và dẫn đến hiện tượng từ trường nén, phát sinh ra xung điện từ.